# Eutelsat 16C
Eutelsat 16C (ранее SESAT 1 от Siberia-Europe Satellite) — коммерческий геостационарный телекоммуникационный спутник средней размерности, принадлежащий французскому спутниковому оператору Eutelsat. Спутник изготовлен в «Научно-производственном объединении прикладной механики имени академика М. Ф. Решетнёва» при содействии Alcatel Space и пополнил существующую группировку телекоммуникационных спутников Eutelsat.
В настоящее время спутник работает на наклонной орбите (наклонение орбиты отличается от 0°) в точке стояния 16° в. д. совместно с Eutelsat 16A и Eutelsat 16B. Отсюда спутник предоставляет интернет-услуги для потребителей в Центральной Азии.

## Запуск спутника
Спутник выведен на орбиту ракета-носителем Протон-К с разгонным блоком ДМ-2М. Старт состоялся 17 апреля 2000 21:06:00 UTC.

## История и предназначение
После запуска спутник Eutelsat 16C установлен в орбитальную позицию 36° в. д., откуда он предоставлял широкий спектр телекоммуникационных услуг на большой географической зоне покрытия, простирающейся от Атлантического океана до востока России, в том числе на большей части Сибири. С помощью перенацеливаемого луча Eutelsat 16С использовался для телефонии и специализированных услуг передачи данных. Спутник использовался также телевизионными вещательными компаниями для доступа на европейский ТВ-рынок с выходом на 100 млн кабельных и спутниковых домашних приемников в Европе, Северной Африке и на Ближнем Востоке.
За счёт применения фиксированных и перенацеливаемых лучей достигалась высокая степень эксплуатационной гибкости, как с точки зрения передачи, так и приема. Линии вверх и вниз могли организовываться в пределах узкого луча, между узким и широким лучом и в пределах одного широкого луча.
Позднее спутник был переведён в точку 16° в. д. из-за аварии телекоммуникационного спутника Eutelsat W2. В позиции 36° в. д. его заменил новый спутник связи Eutelsat 36B.
В марте 2012 года спутник переименован в Eutelsat 16C. Спутник работает на наклонной орбите (на май 2013 года наклонение спутника достигло 1.3°).

## Конструкция

### Платформа
Eutelsat 16C построен на базе модифицированной спутниковой платформы КАУР-4 (МСС-727).
КАУР-4 — платформа герметичного типа, где полезная нагрузка находится в непроницаемом отсеке, и охлаждение производится с помощью жидкостного и газового контуров. Это позволяет обеспечить колебания температуры оборудования в пределах не более 10 °C.
МСС-727 включает:
- бортовой комплекс управления на базе бортового компьютера;
- восемь стационарных плазменных двигателя коррекции СПД-100[4] (они позволяют удерживать отклонения от заданного положения на ГСО в пределах 0,2° по долготе и широте);
- Трехосная система ориентации, использующая гиростабилизаторы и электрореактивные (термокаталитические гидразиновые) двигатели ориентации, обеспечивает точность пространственного положения аппарата 0,1°.
- Солнечные батареи КАУР-4 имеют одностепенные приводы для наведения на солнце.

Для изготовления спутника было выполнено очередное улучшение платформы КАУР-4. Срок службы был увеличен до 10 лет, а мощность энергетической установки до 5300 Вт.

### Полезная нагрузка
В качестве полезной нагрузки на спутнике имеется 18 транспондеров Ku-диапазона, работающих в международных, региональных и национальных сетях.

## SESAT 2
Второй аппарат SESAT 2 (53.0 в.д.) запущен в 2003 году: Eutelsat использует на правах аренды 12 транспондеров (половину его мощностей); российское обозначение спутника Экспресс АМ22.